# Meaghan Mikkelson
Meaghan Mikkelson, verh. Mikkelson-Reid, (* 4. Januar 1985 in Regina, Saskatchewan) ist eine kanadische Eishockeyspielerin, die seit 2019 bei Promotion-Spielen für die Professional Women’s Hockey Players Association (PWHPA) spielt. Zuvor war sie unter anderem bei den Calgary Inferno in der Canadian Women’s Hockey League aktiv.

## Karriere
Meaghan Mikkelson begann im Alter von sechs Jahren mit dem Eishockeysport, zunächst zusammen mit gleichaltrigen Jungen, da es in ihrer Heimatstadt St. Albert kein Mädchenteam gab. Im Alter von 13 Jahren sah sie das kanadische Frauenteam beim olympischen Turnier in Nagano und wollte den Nationalspielerinnen wie Cassie Campbell nacheifern. In dieser Zeit spielte sie für die St. Albert Ice Dogs (Peewee), St. Albert Royals (Bantam) und in der Saison 2000/01 für die St. Albert Flyers (Bantam AAA). Im Alter von 17 Jahren zog sie nach Calgary, um ihre Karriere voranzubringen und spielte dort für die Calgary Oval X-Treme in der NWHL.
Von 2003 bis 2007 studierte Mikkelson mit einem Stipendium an der University of Wisconsin und spielte parallel für die Badgers in der Western Collegiate Hockey Association (WCHA), einer Liga der Division I der NCAA. 2006 und 2007 gewann sie mit den Badgers die NCAA-Meisterschaft. Nach dem ersten Meistertitel wechselte sie von der Stürmer- auf die Verteidigerposition. In ihrem letzten Jahr an der Universität wurde sie als All-American ausgezeichnet, zudem gehörte sie zu den Top-10-Nominierten für den Patty Kazmaier Memorial Award.
2007 beendete sie ihr Studium an der School of Business im Hauptfach Marketing. Zwischen 2007 und 2009 war sie für die Edmonton Chimos in der Western Women’s Hockey League aktiv. Zur 2011/12 wurde Mikkelson Teil des neu gegründeten Team Alberta (einer Fusion der Edmonton Chimos und der Strathmore Rockies, heute Calgary Inferno) und spielte mit diesem in der CWHL.
Nach den Olympischen Spielen in Sotschi 2014 nahm Mikkelson eine Auszeit vom Eishockeysport, um eine Familie mit ihrem Ehemann Scott zu gründen. Nach der Geburt ihres Sohnes im September 2015 begann sie mit dem Training und stieg im Saisonverlauf wieder in den Spielbetrieb bei den Inferno ein. Am Ende der Saison 2015/16 gewann sie mit den Inferno den Clarkson Cup. 2017 wurde Mikkelson als CWHL Verteidigerin des Jahres ausgezeichnet. In der Saison 2017/18 bereitete sie sich mit dem Team Canada in der Alberta Midget Hockey League zentralisiert auf die Olympischen Winterspiele 2018 vor. Nach dem olympischen Turnier wechselte sie nach Schweden zu Luleå HF.

### International

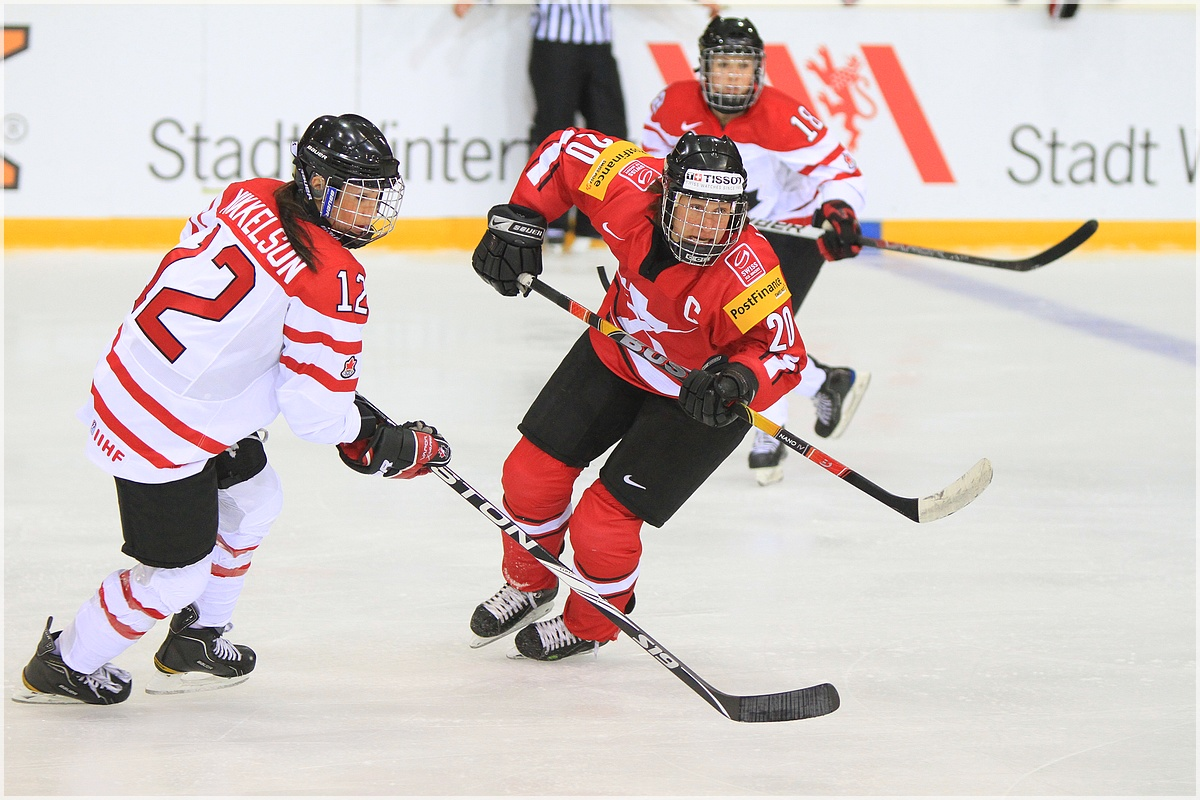
Meaghan Mikkelson (links) und Kathrin Lehmann bei der Weltmeisterschaft 2011

Meaghan Mikkelson wurde 2007 in die kanadische Nationalmannschaft aufgenommen, nachdem sie von 2003 bis 2006 für die U22-Auswahl gespielt hatte. 2008 nahm sie erstmals an der Weltmeisterschaft teil und gewann mit dem Nationalteam die Silbermedaille. 2010 gewann sie mit dem Nationalteam die Goldmedaille bei den Olympischen Winterspielen in Vancouver.
2011 und 2013 gewann sie mit dem Team Canada jeweils die Silbermedaille bei der Weltmeisterschaft, während sie bei den Welttitelkämpfen 2012 die Goldmedaille gewann. Bei der Weltmeisterschaft 2011 wurde sie zur besten Verteidigerin ernannt und in das All-Star Team berufen, zwei Jahre später (bei der WM 2013) wurde sie erneut in das All-Star-Team berufen. 2014 fügte sie ihrer Medaillensammlung eine weiter Goldmedaille hinzu, als sie mit dem Nationalteam im olympischen Finale die USA mit 3:2 besiegte. In diesem Finalspiel spielte sie mit einer gebrochenen Hand.
Bei ihrer Rückkehr zu den Weltmeisterschaften 2016 war sie mit zwei Toren eine der besten Verteidigerinnen Kanadas.

## Erfolge und Auszeichnungen
- 2007 All-WCHA Defenseman
- 2007 All-WCHA First Team
- 2007 WCHA Defensive Player of the Year[5]
- 2009 Verteidigerin des Jahres der WWHL[4]
- 2016 Gewinn des Clarkson Cup mit den Calgary Inferno
- 2017 Verteidigerin des Jahres der CWHL[4]

### International
| - 2008 Silbermedaille bei der Weltmeisterschaft - 2009 Silbermedaille bei der Weltmeisterschaft - 2010 Goldmedaille bei den Olympischen Winterspielen - 2011 Silbermedaille bei der Weltmeisterschaft - 2011 Beste Verteidigerin bei der Weltmeisterschaft - 2011 All-Star Team bei der Weltmeisterschaft - 2012 Goldmedaille bei der Weltmeisterschaft | - 2013 Silbermedaille bei der Weltmeisterschaft - 2013 All-Star Team bei der Weltmeisterschaft - 2014 Goldmedaille bei den Olympischen Winterspielen - 2016 Silbermedaille bei der Weltmeisterschaft - 2017 Silbermedaille bei der Weltmeisterschaft - 2018 Silbermedaille bei den Olympischen Winterspielen |

## Karrierestatistik
(Legende zur Spielerstatistik: Sp oder GP = absolvierte Spiele; T oder G = erzielte Tore; V oder A = erzielte Assists; Pkt oder Pts = erzielte Scorerpunkte; SM oder PIM = erhaltene Strafminuten; +/− = Plus/Minus-Bilanz; PP = erzielte Überzahltore; SH = erzielte Unterzahltore; GW = erzielte Siegtore; 1 Play-downs/Relegation; Kursiv: Statistik nicht vollständig)

## Familie
Meaghan Mikkelson kommt aus einer Eishockey-Familie: Ihr Vater Bill Mikkelson spielte Anfang der 1970er-Jahre vier Jahre in der National Hockey League, unter anderem für die Los Angeles Kings, New York Islanders und Washington Capitals.
Meaghans Bruder Brendan gewann mit den Vancouver Giants den Memorial Cup, wurde beim NHL Entry Draft 2005 ausgewählt. Ihr Großonkel Jim McFadden gewann 1948 die Calder Trophy und 1950 den Stanley Cup.
Im Juni 2011 heiratete Meaghan Mikkelson den Eishockeytorwart Scott Reid, den sie 2007 in Edmonton kennengelernt hatte. Im September 2015 bekam das Paar seinen ersten Sohn.